# Baddesley Clinton (herrgård)
Baddesley Clinton är en medeltida herrgård i byn Baddesley Clinton i Warwickshire i Storbritannien. Herrgården ägs och förvaltas av National Trust. Här kan man bland annat se en prästgömma.